# Ludwik Maurycy Landau
Ludwik Maurycy Landau (31 tháng 5 năm 1902  – 29 tháng 2 năm 1944) là một nhà kinh tế và nhà thống kê người Ba Lan. Ông là thành viên của phong trào kháng chiến Ba Lan trong Thế chiến thứ hai, đồng thời cũng là một nạn nhân của cuộc diệt chủng.

## Cuộc đời

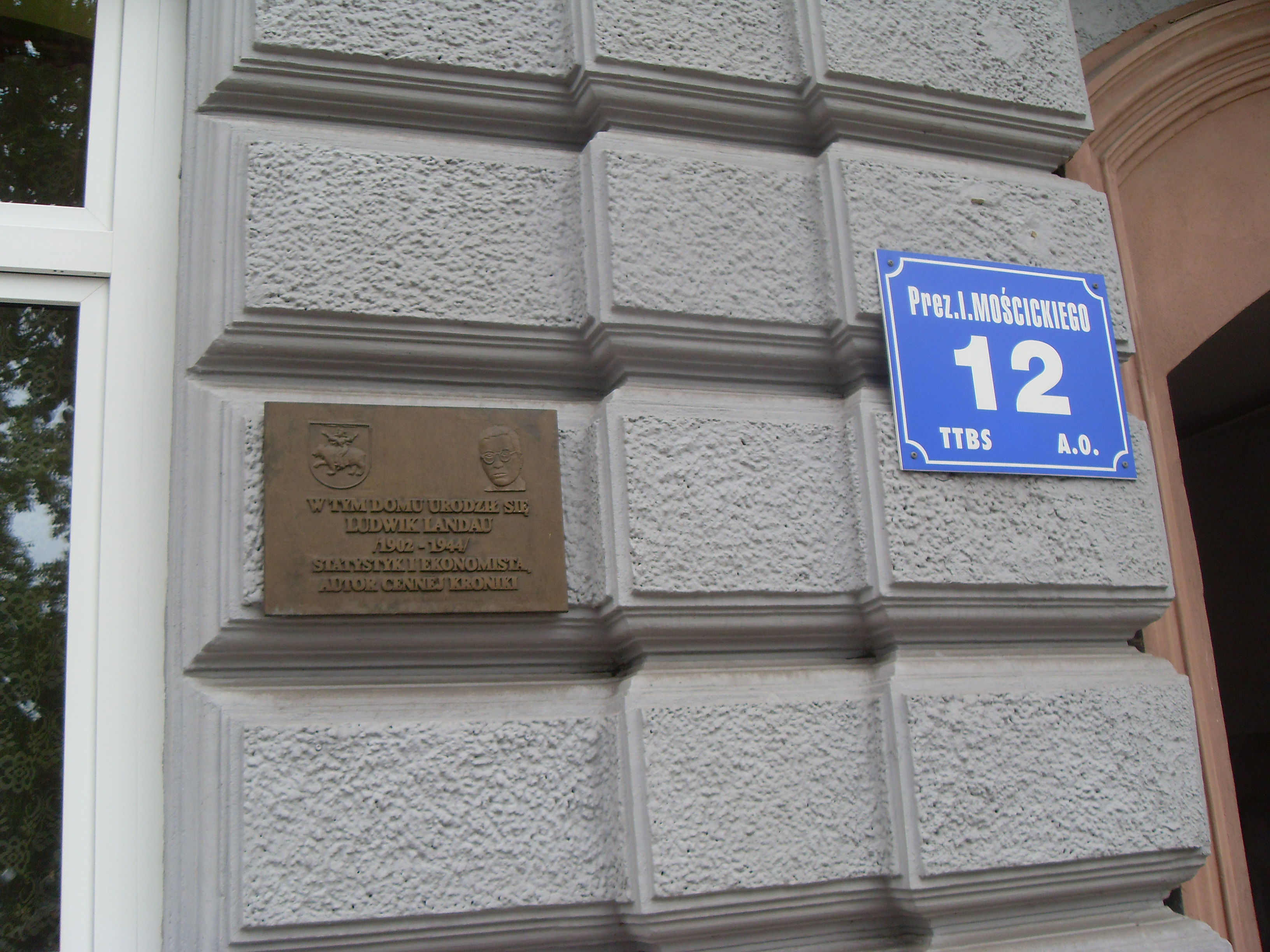
Bia một ghi nơi sinh

Ludwik Maurycy Landau sinh ra trong một gia đình trí thức ở Tomaszów Mazowiecki vào ngày 31 tháng 5 năm 1902. Ông tốt nghiệp ngành luật ở Đại học Warsaw. Sau khi tốt nghiệp, ông bắt đầu làm việc trong nước tại Văn phòng Thống kê Trung ương, Viện Nghiên cứu Chu kỳ Kinh doanh và Giá cả, rồi sau đó là Viện Kinh tế Xã hội. Ông có một nghiên cứu tiên phong của ông về thu nhập tối thiểu ở Ba Lan vào khoảng năm 1929–1933, đồng tác giả với Michał Kalecki.
Vào năm 1936, Landau bị sa thải khỏi Viện Nghiên cứu Chu kỳ Kinh doanh và Giá cả (cùng với Kalecki và Marek Breit). Đây là một hành động được coi là có động cơ chính trị và được đưa ra bởi một thành viên cấp cao của chính phủ Ba Lan là nhà kinh tế và chính trị gia Eugeniusz Kwiatkowski.
Trong cuộc xâm lược của Đức vào Ba Lan và cuộc bao vây Warsaw, Landau đã tham gia kháng chiến bằng cách đảm nhận các công tác phòng thủ dân sự. Sau khi Ba Lan thất thủ, ông vẫn tiếp làm việc và thực hiện các nghiên cứu của mình. Ông tham gia vào các chương trình giáo dục ngầm và làm việc với Chính phủ ngầm Ba Lan bằng cách chuẩn bị các báo cáo về tình trạng của nền kinh tế Ba Lan trong thời chiến. Ông ủng hộ Đảng Xã hội Ba Lan thời chiến và đã hỗ trợ xây dựng bản tuyên ngôn thời chiến đầu tiên của Đảng này trong lĩnh vực kinh tế. Từ năm 1940 đến năm 1942, ông cũng tham gia biên tập tờ báo ngầm của Đảng.
Vào tháng 8 năm 1940, ông bị ép chuyển đến Khu tập trung mới được thành lập ở Warsaw. Ông sau đó đã tìm được cách trốn thoát cùng gia đình và dành vài năm tiếp theo để ẩn náu tại quận Włochy của thành phố. Khoảng năm 1943 và 1944, ông bị tống tiền bởi những kẻ báo tin cho quân Đức. Ngày 29 tháng 2 năm 1944, sau khi rời khỏi nhà, ông mất tích. Trong những ngày tiếp theo, Gestapo đã bắt cả gia đình của ông. Con gái ông đã tự tử, còn vợ ông bị bắn.

## Đóng góp
Landau đã xuất bản một số bài báo học thuật và nghiên cứu liên quan đến kinh tế và luật. Một trong những lĩnh vực chuyên môn của ông là nghiên cứu phân phối tổng thu nhập quốc dân giữa các tầng lớp xã hội.
Ngay từ khi Ba Lan chiếm đóng, Landau đã mang theo một cuốn nhật ký để ghi chép lại những ảnh hưởng của điều kiện thời chiến đối với người dân Ba Lan, bao gồm cả người Do Thái bên trong đất nước. Nhật ký của ông chứa dữ liệu thống kê có giá trị. Nó đã được tìm thấy sau chiến tranh và được xuất bản thành ba tập (1962–1963) với tên gọi Kronika lat wojny i okupacji (Biên niên sử về cuộc chiếm đóng thời chiến). Cuốn nhật ký đã được gọi là "một nguồn lịch sử quan trọng để hiểu các điều kiện sống trong Thế chiến II từ góc độ khoa học-xã hội".